# Günter Knackstedt

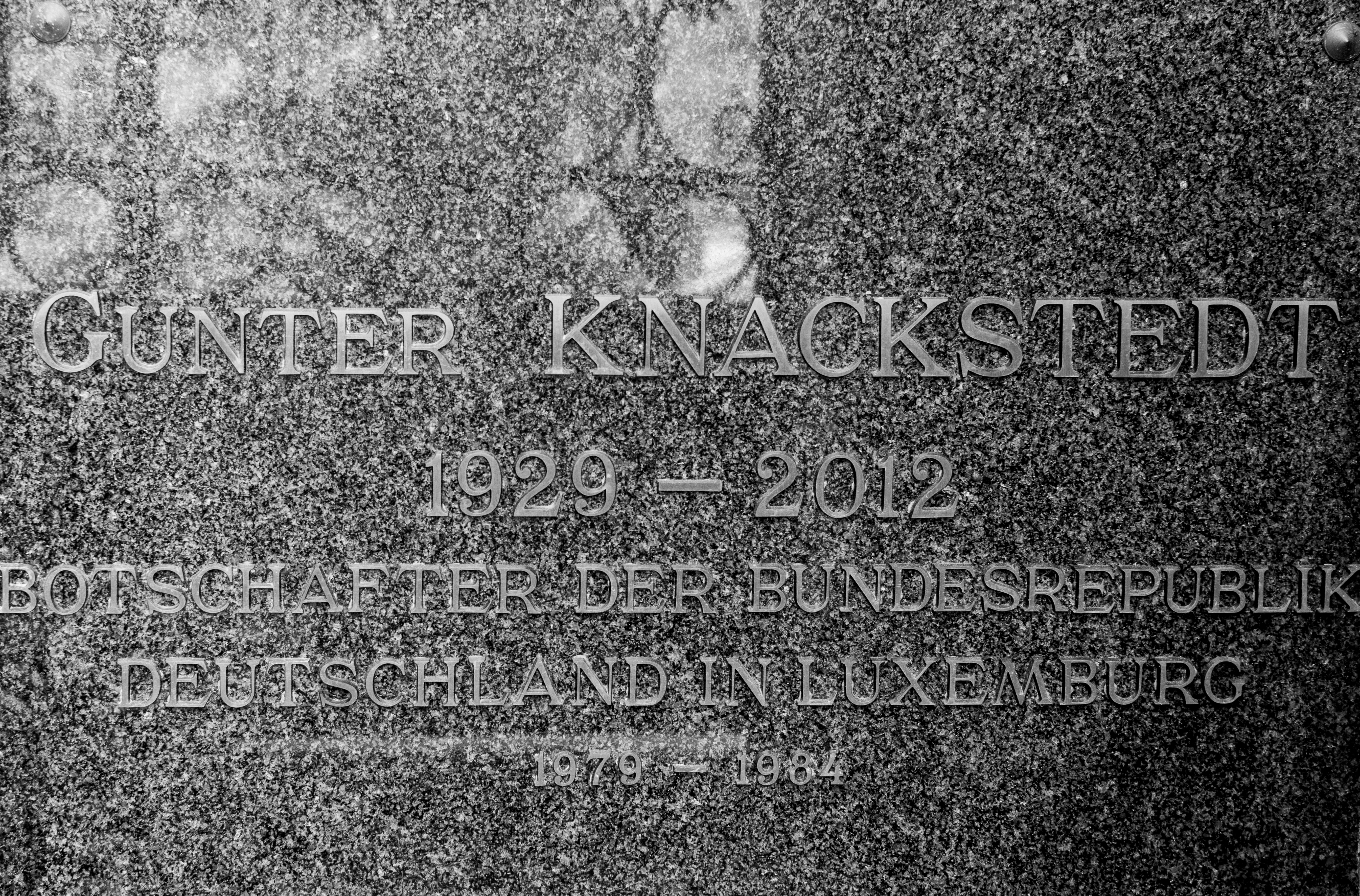
Grabstein Knackstedts in Weimerskirch

Günter Knackstedt (* 29. Juli 1929 in Berlin; † 27. Mai 2012 in Luxemburg) war ein deutscher Botschafter in mehreren Ländern.

## Leben
Knackstedt begann sein Studium an der Martin-Luther-Universität Halle-Wittenberg in der Sowjetischen Besatzungszone und war Mitglied in der Liberal-Demokratischen Partei Deutschlands. 1949 wurde er von einem sowjetischen Militärgericht wegen „antisowjetischer Propaganda“ zu fünf Jahren Zuchthaus verurteilt und im Zuchthaus Bautzen gefangen gehalten. Nach seiner Entlassung und der Flucht in die Bundesrepublik studierte er Volkswirtschaft, Politikwissenschaften, Völkerrecht und Geschichte an den Universitäten Frankfurt am Main, Paris, Cincinnati und Harvard und wurde 1958 an der University of Cincinnati zum Dr. phil. promoviert.
Danach war er als Journalist tätig. 1961 trat er in den höheren Auswärtigen Dienst ein. Von 1979 bis 1984 war er Botschafter in Luxemburg, von 1985 bis 1988 Ständiger Vertreter beim Europarat in Straßburg, von 1988 bis 1989 Botschafter in Santiago de Chile, von 1989 bis 1992 Botschafter in Warschau und von 1992 bis 1994 Botschafter in Lissabon.
In zweiter Ehe war Knackstedt mit der Luxemburgerin Marianne Fischbach verheiratet. Sie ist die Schwester des ehemaligen luxemburgischen Verteidigungsministers Marc Fischbach und die Tochter von CSV-Politiker Marcel Fischbach.

## Ehrungen
- 1980: Verdienstkreuz am Bande der Bundesrepublik Deutschland
- 1985: Verdienstkreuz 1. Klasse der Bundesrepublik Deutschland
- 1994: Großkreuz des portugiesischen Verdienstordens

## Vorträge
- Deutschland nach Kohl – welche Konsequenzen für Europa? International Bankers Forum Luxemburg, 12. Juli 1995